# ATC kod G01
ATC kod G01 Ginekološki antiinfektivi i antiseptici su terapeutska podgrupa sistema za anatomsko terapeutsko hemijsku klasifikaciju. Ovaj sistem alfanumeričkih kodova je razvio  za klasifikaciju lekova i drugih medicinskih proizvoda.  Podgrupa G01 je deo anatomske grupe G Genitourinarni sistem i polni hormoni.

Kodovi za veterinarsku upotrebu (ATCvet kodovi) se mogu formirati stavljanjem slova Q ispred humanih ATC kodova: QG01... ATCvet kodovi bez odgovarajućeg humanog ATC koda su navedeni sa vodećim Q na sledećoj listi.
Nacionalna izdanja ATC klasifikacije mogu da obuhvataju dodatne kodove koji nisu prisutni na ovoj listi.

### G01AAAntibiotici
G01AA01 Nistatin
G01AA02 Natamicin
G01AA03 Amfotericin B
G01AA04 Kandicidin
G01AA05 Hloramfenicol
G01AA06 Hahimicin
G01AA07 Oksitetraciklin
G01AA08 Karfecilin
G01AA09 Mepartricin
G01AA10 Klindamicin
G01AA11 Pentamicin
G01AA51 Nistatin, kombinacije
QG01AA55 Horamfenikol, kombinacije
QG01AA90 Tetraciklin
QG01AA91 Gentamicin
QG01AA99 Antibiotici, kombinacije

### G01AB Jedinjenjaarsena
G01AB01 Acetarsol

### G01AC Hinolinski derivati
G01AC01 Dijodohidroksihinolin
G01AC02 Kliohinol
G01AC03 Hlorhinaldol
G01AC05 Dekvalinijum
G01AC06 Broksihinolin
G01AC30 Oksihinolin
QG01AC90 Akriflavinijum hlorid
QG01AC99 Kombinacije

### G01AD Organske kiseline
G01AD01 Mlečna kiselina
G01AD02 Sirćetna kiselina
G01AD03 Askorbinska kiselina

### G01AE Sulfonamidi
G01AE01 Sulfatolamid
G01AE10 Kombinacije sulfonamida

### G01AF Imidazolni derivati
G01AF01 Metronidazol
G01AF02 Klotrimazol
G01AF04 Mikonazol
G01AF05 Ekonazol
G01AF06 Ornidazol
G01AF07 Izokonazol
G01AF08 Tiokonazol
G01AF11 Ketokonazol
G01AF12 Fentikonazol
G01AF13 Azanidazol
G01AF14 Propenidazol
G01AF15 Butokonazol
G01AF16 Omokonazol
G01AF17 Oksikonazol
G01AF18 Flutrimazol
G01AF20 Kombinacije imidazolnih derivata

### G01AG Triazolni derivati
G01AG02 Terkonazol

### G01AX Drugi antiinfektivi i antiseptici
G01AX01 Klodantoin
G01AX02 Inozin
G01AX03 Polikrezulen
G01AX05 Nifuratel
G01AX06 Furazolidon
G01AX09 Metilrosanilin
G01AX11 Povidon-jod
G01AX12 Ciklopiroks
G01AX13 Protiofat
G01AX14 Lactobacillus fermentum
G01AX15 Bakar usnat
G01AX66 Oktenidin, kombinacije
QG01AX90 Nitrofural
QG01AX99 Drugi antiinfektivi i antiseptici, kombinacije